# Libyske dinarer
Libysk dinar (LD – Dinar libyen – Dschineh) er valutaen som anvendes i Libyen i Afrika. Valutakoden er LYD. 1 Dinar = 100 grusch (til daglig) = 1000 dirham (officielt).
Valutaen blev indført i 1971 og erstattede det tidligere libyske pund. 

## Pålydende værdier
- mønt: ¼ og ½ Dinars
- underenhed: 1, 5, 10, 20, 50 og 100 dirhams
- sedler: ¼, ½, 1, 5, 10 og 20 LYD